# Gabriele Magni
Gabriele Magni, né le 3 décembre 1973 à Pistoia, est un escrimeur italien.

## Carrière
Gabriele Magni participe aux Jeux olympiques d'été de 2000 et  remporte la médaille de bronze dans l'épreuve de fleuret par équipe.